# Punta Barnard
Punta Barnard es un accidente geográfico de la costa sur de la isla Livingston, en el archipiélago de las Islas Shetland del Sur, Antártida.

## Historia
Debe su nombre al capitán Charles Barnard (1781–c.1840).

## Localización
Está situada en el extremo de la península Rozhen, entre la bahía Falsa y la bahía Bronow.

## Fauna
El lugar ha sido incluido dentro de las áreas importantes para la conservación de las aves por las colonias de cría de pingüino barbijo (Pygoscelis antarcticus) que pueden superar las 13 000 parejas.